# Estación Arroyo Seco
Arroyo Seco es una estación de ferrocarril ubicada en la ciudad homónima, departamento Rosario, provincia de Santa Fe, Argentina.

## Servicios
La estación corresponde al Ferrocarril General Bartolomé Mitre de la red ferroviaria argentina.
Hasta el 23 de junio de 2021 se encontraba sin operaciones de pasajeros, sin embargo por sus vías transitan los servicios Retiro-Rosario/Córdoba/Tucumán de la empresa estatal Trenes Argentinos Operaciones.
En la década de 2000 la empresa Trenes de Buenos Aires operaba servicios en esta estación cuando iba a Santa Fe y a Buenos Aires.

## Reapertura
En mayo de 2021, se anunció su reapertura, después de trece años. El anuncio lo realizó el oordinador del Gabinete Municipal Sebastián Ghione y estando operativa desde julio de 2021.
Así y todo, desde la página web de SOFSE ya habilitaron la venta de pasajes.